# Thorkil Vanggaard
Thorkil Vanggaard (1. september 1910 på Frederiksberg – 8. februar 1998) var en kontroversiel dansk læge, psykiater, dr. med.
Efter at være blevet læge i 1938, fik han i 1941 doktorgraden. Efter krigen studerede han psykoanalyse i USA og blev i 1960 overlæge ved Rigshospitalet. Han skrev flere bøger, der er oversat til engelsk.
Vanggaards kritikere har kaldt ham arrogant og mandschauvinist. Og han skrev da også bogen Phallós. Preben Hertoft beskriver i sine erindringer Vanggaards gode og dårlige sider.
I Phallós beskriver Vanggaard fallos-symbolets betydning historisk og i samtiden. I bogen skelner han imellem det homoseksuelle radikal og egentlig homoseksualitet. I alle almindelige heteroseksuelle mænd findes homoseksuel adfærd, følelser og tanker ved siden af de heteroseksuelle følelser. Det særlige ved den perverse (inverse) homoseksuelle er at han er impotent overfor kvinder.
I 70erne skrev Vanggaard to kontroversielle kronikker om kønsforskelle, "Eros og Magt", der udløste et sandt ramaskrig fra kvindebevægelsen og medførte krav om hans fjernelse fra sin stilling som overlæge.
Han er i 1980'erne og 1990'erne kritisk overfor incest, som han mener er et modefænomen. Han udtaler at incestfikserede psykologer og pædagoger (især kvindelige) ofte fejlagtigt ser forbindelser imellem banale sygdomsfænomener og seksuelt misbrug, hvor der ingen er.
Han forlader TV-studiet midt i en debat med nogle psykologer om incest, da han ikke finder samtalen lødig. I TV-avisen i 1992 fornærmer han tilsyneladende psykologstanden ved (urigtigt) at påstå at psykologer oprindeligt var ment som lægernes assistenter.

## Bøger
- Phallós. 1969
- Borderland of Sanity. 1979
- Angst – en psykoanalyses forløb. 1987
- Neurose og psykopati. (Årstal for udgivelsen ukendt af det Kongelige Bibliotek)